# 2024年紹斯波特持刀襲擊事件
2024年7月29日上午，英國默西賽德郡紹斯波特一所舞蹈學校內發生一宗大規模持刀襲擊事件，造成3名兒童死亡，另外10人受傷，其中包括8名兒童。
受襲的「The Hart Space」是紹斯波特的一家舞蹈學校，位於當地赫德街（Hart Street）。事發時正在舉辦一個以美国音乐人泰勒絲為主題的兒童瑜伽和舞蹈工作坊，共有25名兒童參加。襲擊者捅死3名女童，其中2人在現場死亡。默西賽德郡警方在現場逮捕一名17歲的黑人男性。警方表示，雖然目前尚未確定襲擊動機，但他們不將這次襲擊視為恐怖襲擊。
因這次襲擊的發生，以及網路上流傳兇嫌是「穆斯林非法移民」的錯誤信息，一些极右翼抗議者（被懷疑是仇视伊斯兰教的英格蘭護衛聯盟成員）與默西賽德郡警方之間爆發冲突，之后演变为全国范围内的大规模骚乱。

## 襲擊
英國夏令時2024年7月29日上午11時47分，默西賽德郡警方接到報告，稱在紹斯波特赫德街的The Hart Space舞蹈學校舉辦的兒童泰勒絲主題瑜伽和舞蹈工作坊發生持刀襲擊事件。該工作坊已滿員，共有25名兒童參加。
警方在現場繳獲一把刀，並逮捕一名男性阿克塞爾·魯達庫巴納（Axel Rudakubana），隨後將其拘留。來自西北救護車服務（NWAS）的十三個單位參與救援，包括危險區域應急小組（HART）和醫療應急反應事件小組（MERIT）的醫生，西北空中救護服務隊和大北方空中救護服務隊的直升機也參與救援。默西賽德郡警方實施飛行緊急限制，禁止未經許可的飛機（包括直升機和無人機）在該地區飛行。

## 遇害者
2名分別為6歲女童貝貝·金和7歲女童艾爾西·多特·斯坦科姆即場喪生。包括9名兒童在內的11人由西北救護車服務進行治療。傷者被送往奥尔德·海儿童医院（該醫院宣佈進入重大事故狀態）、Aintree University Hospital、Southport and Formby District General Hospital以及皇家曼徹斯特兒童醫院；其中7人，包括5名兒童和2名成人情況危急。一名9歲女童愛麗絲·阿吉亞爾在事件發生後一天在醫院傷重死亡。

## 襲擊者
一名疑犯因涉嫌謀殺和企圖謀殺被捕。最初由於他的年齡未達至成年，按《關於未成年人保護的相關法規》下傳媒不可以報導其名字，後來經法庭預審前頒令可以公布其姓名，才公開他是來自蘭開夏郡班克斯的17歲黑人男性阿克塞爾·穆甘瓦·魯達庫巴納（Axel Muganwa Rudakubana），該村位於紹斯波特東北約4英里（6）處。他出生於威爾士加的夫。他的父母原籍盧旺達，於2013年搬到紹斯波特。他被認為是乘坐的士到達現場並單獨行動。雖然默西賽德郡警方尚未確定襲擊者動機，但他們目前不將此事件視為恐怖襲擊。
8月1日，嫌犯被當局指控犯有3項謀殺罪和10項謀殺未遂罪。

## 後續

### 官方反應

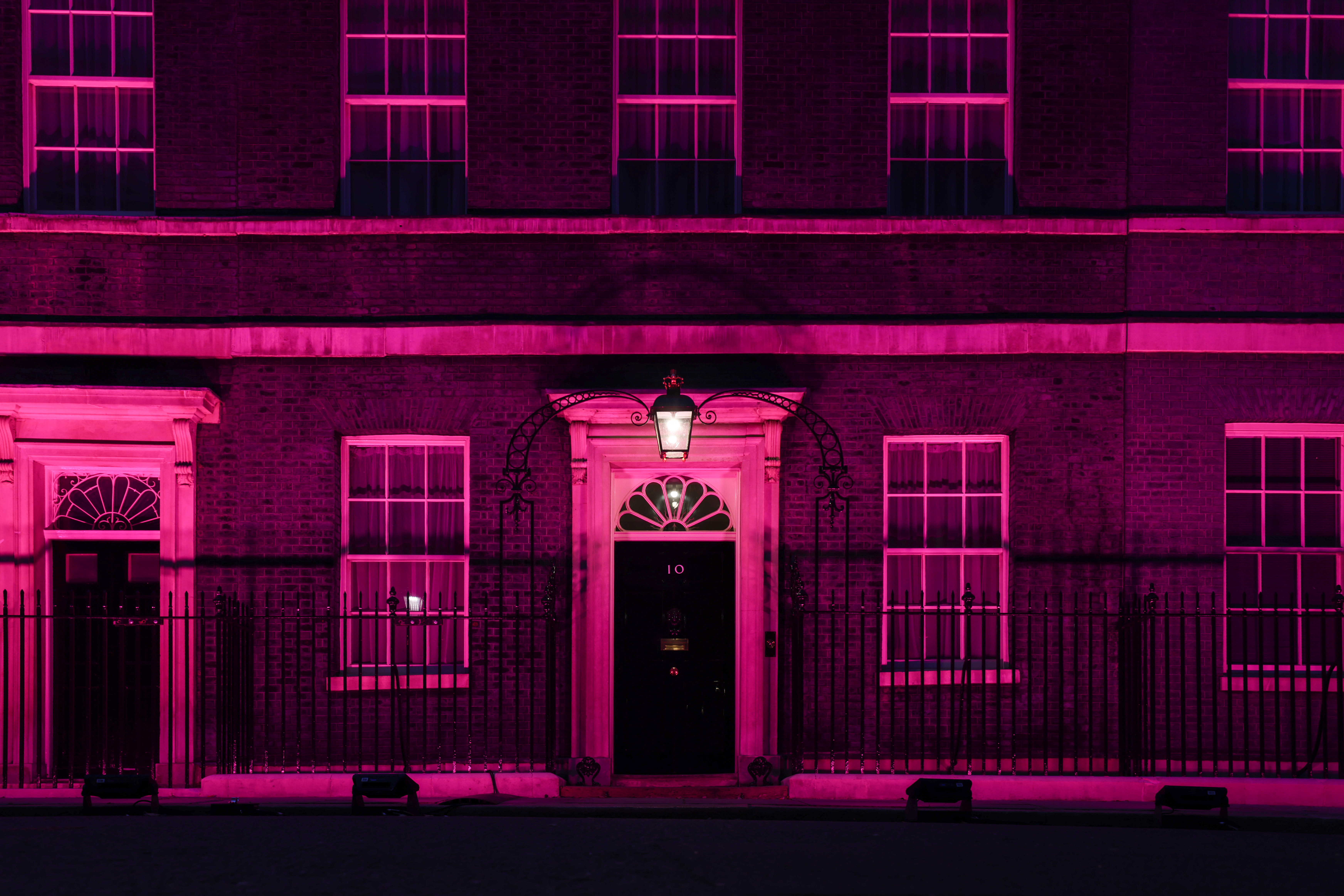
8月2日，唐寧街10號亮起粉紅色燈光，悼念受害者

首相施紀賢形容事件「可怕且令人震驚」，並感謝緊急服務部門的迅速反應。反對黨領袖辛偉誠也發表類似的言論。內政大臣顧綺慧在下議院發言時，表示對這起事件感到擔憂，並稱讚緊急服務部門「勇敢的」反應。事件發生地所屬的國會議員、工黨的帕特里克·赫爾利對此深感關切，希望傷者能有最好的結果，並讚揚當地組織的「挺身而出」，同時呼籲不要在網上對事件妄自猜測。顧綺慧還在次日早上訪問紹斯波特，獻花並會見當地官員和社區領袖。施紀賢也在同一天訪問現場並獻花。他受到一些公眾的質問。
國王查理斯三世和王后卡米拉，以及威爾斯親王威廉和威爾斯王妃凱特表示哀悼。葡萄牙總統馬塞洛·雷貝洛·德索薩、葡萄牙總理路易斯·蒙特內格羅和馬德拉政府向一名從馬德拉移民到英國的遇害者的父母表示哀悼。 
泰勒絲表示：「昨天在紹斯波特發生的襲擊事件之恐怖感不斷湧上心頭……這些只是參加舞蹈課的小孩子。我完全不知道該如何向這些家庭表達我的同情。」泰勒絲的粉絲在24小時內為襲擊中的遇害者籌集超過10萬英鎊。

### 公眾反應、假消息和騷亂
7月30日晚，數千人在東岸廣場的Atkinson Art Gallery and Library外舉行守夜活動。人們在那裡和襲擊現場附近留下鮮花和手寫便條。
在襲擊事件發生後不久，有關襲擊者身份的假消息開始在社交媒體上廣泛傳播，包括一個錯誤的襲擊者名字。極右翼賬號分享了有關疑犯國籍、宗教和移民狀況的虛假訊息。
同一晚，一大群人聚集在靠近哈特街的聖路加路附近一座清真寺。他們用磚塊、瓶子和石頭襲擊清真寺，並焚燒一輛警車。默西賽德郡警方認為這群人是英格蘭護衛聯盟的支持者。默西賽德郡警方報告稱，39名警官受傷；其中27人住院，8人重傷。

### 判決
2025年1月23日，英國高等法院宣判魯達庫巴那無期徒刑，至少監禁52年才可能獲得假釋機會。

## 外部鏈接
- （英文）《關於紹斯波特重大事件的聲明》 （页面存档备份，存于）（默西塞德郡警方）